# Hypnum inflectens
Hypnum inflectens är en bladmossart som beskrevs av Bridel 1812. Hypnum inflectens ingår i släktet flätmossor, och familjen Hypnaceae. Inga underarter finns listade i Catalogue of Life.